# Honeywell
Honeywell International Inc. er et amerikansk multinationalt konglomerat, der laver kommercielle og forbrugerprodukter, ingeniørservice og aerospace-systemer. Firmaet styrer fire forretningsenheder, kendt som Strategic Business Units - Honeywell Aerospace, Home and Building Technologies (HBT), Safety and Productivity Solutions (SPS) og Honeywell Performance Materials and Technologies.
De ejer blandt andet også virksomheden Satcom1, der er en dansk/fransk virksomhed udsprunget fra Thrane & Thrane. De laver satellitkommunikation og blev oprettet i 2003.[kilde mangler]